# Fernando Cavenaghi
Fernando Ezequiel Cavenaghi (* 21. September 1983 in O’Brien, Provinz Buenos Aires) ist ein ehemaliger argentinischer Fußballspieler, der in seiner Karriere in Argentinien, Russland, Frankreich, Spanien, Brasilien, Mexiko und Zypern aktiv war.

## Karriere
Cavenaghis Karriere als Profi begann in der Saison 2000/01, als er zu fünf Einsätzen für River Plate kam und dabei ein Tor erzielte. In den folgenden Jahren wurde er schon als hoffnungsvolles Stürmer-Talent in Argentinien gefeiert. Wie viele Südamerikaner wollte auch Cavenaghi nach Europa, um dort mit dem Fußballspielen Geld zu verdienen, und so wechselte er 2004 zum russischen Meister Spartak Moskau. Dafür überwiesen die Russen angeblich 8,6 Millionen Euro an die Argentinier. Für Spartak erzielte er zwölf Tore in 46 Einsätzen. Seit Januar 2007 spielt Cavenaghi für den französischen Erstligisten Girondins Bordeaux. Bisher konnte er die Meisterschaft, einen Ligapokalsieg sowie den Vize-Meister-Titel feiern. Von August 2010 bis Januar 2011 war Cavenaghi vom spanischen Klub RCD Mallorca ausgeliehen.
Auch nach der Rückkehr zu Girondins Bordeaux konnte er sich nicht durchsetzen und wurde im Januar 2011 für ein halbes Jahr an den brasilianischen Erstligisten SC Internacional aus Porto Alegre verliehen. Im Sommer 2011 wechselte er ablösefrei zu River Plate.
Im Sommer 2012 wechselte er zum FC Villarreal. Nach einem guten Start und zwei Toren im ersten Spiel schaffte er es in den restlichen Saisonspielen nur noch auf zwei weitere Treffer und musste auch häufiger auf der Bank Platz nehmen.

## Titel und Erfolge
- Copa Libertadores: 2015 mit River Plate
- Französischer Ligapokalsieger mit Girondins Bordeaux: 2007
- Französischer Vize-Meister mit Girondins Bordeaux: 2008
- Französischer Meister mit Girondins Bordeaux: 2009
- Französischer Supercupsieger: 2008, 2009